# Ophiozonoida picta
Ophiozonoida picta är en ormstjärneart som beskrevs av Hubert Lyman Clark 1915. Ophiozonoida picta ingår i släktet Ophiozonoida och familjen Ophiolepididae. Inga underarter finns listade i Catalogue of Life.